# B.U.G. Mafia
B.U.G. Mafia este o trupă de hip-hop din România fondată în anul 1993. Actualii componenți sunt Tata Vlad,  Caddy și Uzzi.

## Biografie

### 1993 - Începutul
La sfârșitul anului 1993, pe vremea când albumele de hip hop circulau doar în cercuri restrânse, iar cd-urile erau obiecte rare și prețioase, Dragoș Vlad-Neagu îl întâlnește pe stradă pe Vlad Irimia. Ei intră în vorbă, subiectul fiind pălărioara purtată de Vlad care era brodată de mână cu numele unei formații de gen, celebră și acum, adică Cypress Hill. Amândoi aveau deja tentative de intrare în lumea hip hop ca artiști și pun bazele trupei Black Underground la începutul lui 1994 împreună cu alți doi băieți care la scurt timp părăsesc această trupă, îndreptându-se probabil către alte domenii. Dragoș și Vlad, cu numele de scenă Klax 187 și respectiv Doom (astăzi Caddy și Tata Vlad), reușesc să își înregistreze prima piesă, în limba engleză, cu ajutorul lui Adi Niculescu, realizatorul emisiuni „Yo!Rap Is Moving!” de la radio Uniplus. După ce în prealabil fusese cântată live în cadrul emisiunii mai sus amintite, piesa „Straight Outta Da Hell” rulează acum, în aceeași emisiune, sub formă de pozitiv făcut în studioul de producție al Uniplus-ului. 
Băieții continuă să creeze piese în engleză, realizându-și instrumentalele cu ajutorul lui Romeo Vanica, pe keyboard-ul acestuia. Pe 6 octombrie 1994, trupa are prima apariție live într-un concert organizat în Club A de către DJ Sleek, primul promoter al hip hop-ului în România. Urmează o serie de show-ri, pe la baluri de boboci ale unor licee din București, alături de cei de la o alta trupa de hip-hop M&G. Se mai înregistrează două piese în engleză care însă nu apar pe radio. În căutare de colaboratori, Klax 187 și Doom întâlnesc trupa Demonii, din care făcea parte și Uzzi, pe atunci sub numele de scenă Drama. Se formează o grupare, Cartelul, împreună cu un al treilea membru, Nicollo, artist solo. 
Prima evoluție live a grupării se produce la concertul „Rap Attack” din martie 1995, organizat de către Adi Niculescu la teatrul „Ion Creangă”. Publicul de hip hop crește de la câteva zeci la câteva sute. Demonii se destramă, iar Alin Demeter, adică Drama este cooptat în Black Underground. Odată cu venirea noului component, trupa trece de la engleză la română. Cei trei apar astfel la „Rap Attack”, ediția a doua, făcându-și deja loc în topul trupelor de gen pe atunci încă necomercializate. La începutul verii lui ’95 trupa semnează primul contract de producție, multiplicare și comercializare cu casa de discuri Amma, urmând ca piesa „Psihopatu’” sa între pe o compilație de rap. Totodată, numele trupei se mărește devenind Black Underground Mafia, iar Drama și Doom fac pasul către trecerea la Uzzi și respectiv Mr.Juice. 

### 1995 - Mafia
Pe 20 septembrie 1995 apare primul album al trupei numit „Mafia”, lansat la tarabă în Piața Universității. Pe acest album, invitați pe piese sunt M&G și Marijuana, iar pe interludii Rona Hartner, „Coco” Coroianu, Ben, Alex. 
Materialul discografic înregistrat în studioul lui Tino Furtuna de la Holograf este al treilea ca dată a apariției pe piața din hip hop-ul românesc, după cele ale trupelor Racla și Paraziții și urma să fie reeditat în ‘97, fără acordul trupei, la o altă casă de discuri, sub pretextul că ar fi un material nou. Băieții, deja cu un album la vânzare, înregistrează cel de-al doilea album în regim propriu cu bani împrumutați de la Dragoș Hriscu, un bun prieten, actualmente patronul clubului Zebra din Bacău. Trupa se numește acum B.U.G. Mafia, după abrevierea cuvintelor Bucuresti UnderGround și reușește să semneze un nou contract, de data aceasta însă cu Cat Music. 
Lansat pe 8 iunie 1996, E.P.-ul (album scurt) „Înc-o zi, înc-o poveste”, gata de multiplicat la ora semnării contractului, aduce mai multă melodie scoasă bine în evidență și de prezența vocii feminine a Iulianei „July” Petrache pe piesa „Pantelimonu’ Petrece”. Aceeași piesă, devenită hit, este respinsă de către post tv Tele7ABC ca propunere în vederea realizării unui videoclip. Prin topurile câtorva radiouri din țară au mai stat puțin „Înc-o Zi, Înc-o Poveste” și „Viața De Borfaș”. Încep concertele în afara Bucureștiului, primul fiind în Bacău. Iar vânzările urcă, ajungând la bilanțul final, adică la retragerea de pe piață, cu o cifră de peste 22.000 de exemplare. 
Pe 29 noiembrie 1996, B.U.G. Mafia aruncă pe piață cel de-al treilea album „Născut Și Crescut În Pantelimon”. Piesa „Până Când Moartea Ne Va Despărți”, pe care apare pentru prima dată Puya, face ravagii. Trupa este într-o continuă creștere. La succesul albumului mai contribuie piesele „Născut Și Crescut În Pantelimon” și „Lacrimi”. Colaboratorii sunt într-un număr mai mare, astfel că îi întâlnim, pe lângă Puya, și pe: July, Baxter, FreakaDaDisk, Trăgaci, C.R.Bel. Apar chitara reală și scratch-ul. Totul sună mai bine și mai interesant. Klax187 își schimbă numele în Daddy Caddy. Vânzările depășesc 30.000 de exemplare. Până la acest album inclusiv, băieții l-au avut ca inginer de sunet pe Emil „Coco” Coroianu. 
Pe 8 mai 1997 apare primul maxi-single al mafioților, „Hoteluri”, compus din piesa care îi dă numele, remix-ul acesteia, instrumentalele și o piesă bonus. Coperta casetei este de carton, „ca afară’. Se vând 20.000 de exemplare. Tot în ’97, însă în toamnă, Uzzi, Caddy, Juice, împreună cu Sișu și Puya (membrii trupei La Familia) sunt arestați, după terminarea unui concert la Turnu Severin, pentru „ultraj contra bunelor moravuri” - articolul 231 din codul penal. Toți au fost eliberați după 10 ore în care au dat declarații la poliție și procuratură. A doua zi presa scria despre acest incident, aducându-i astfel pe băieți și mai mult în atenția marelui public. De atunci nu au mai avut nicio problemă în legătură cu acest caz. 
În aceeași toamnă a anului 1997 se lansează, la club Martin, „Deasupra Tuturor”, album care aduce cu sine premiera de a fi imprimat, pe lângă casetă și pe CD. Se remarcă piesele „Marijuana 2”, „Nimic Mai Presus”, „Jucător Adevărat” și „Delicvent La 15 Ani”. Ca invitați subscriu: Puya, July, Baxter, Gunja și Raluca. Sound-ul începe să se apropie de adevăr. Se folosesc bași reali și efecte pe voci. DJ Phantom îi ajuta pe băieți să introducă sample-uri în muzica lor. Deși nu a beneficiat de niciun hit răsunător ca albumele precedente, „Deasupra Tuturor” a atins cota de 45.000 de exemplare vândute. 
Pe 19 aprilie 1998 iese maxi-single-ul „Pentru ‘98”. Piesa bonus a acestui material, ”N-ai Fost Acolo”, este cea care anunță practic apariția unui album tare. Pe 20 septembrie 1998 are loc lansarea albumului „De Cartier”. Invitați să colaboreze, și-au adus aportul la realizarea acestuia: Cătălina, Tenny-E (Cheloo), Don Baxter, Puya, Gunja, July și Andreea. Piesa de promovare, „Poveste Fără Sfârșit”, urcă rapid în top, iar lumea cumpără albumul în număr foarte mare. Trupa câștigă fani din toate păturile sociale. Toată lumea vorbește despre ei și controversa crește la maxim. La „Galele Ballantine’s” câștigă premiul pentru „Cea mai bună piesa rap”, dar pierd premiul pentru „Cea mai bună piesă a anului” în fața celor de la Holograf, fapt ce face ca toata lumea să se ridice, să bată din picioare și să scandeze „MA-FI-A!”. Presa îi prezintă cu titlul „Fenomenul B.U.G. Mafia”. Mihai Tatulici îi invită la emisiunea „Audiența Națională”. Albumul este susținut în continuare de alte piese, bune de top, însă prea puțin difuzate deoarece aveau versuri care trebuiau cenzurate sau abordau subiecte care pe prea mulți îi speriau. Printre ele se numără: ”Limbaj De Cartier”, „Hai Să Fim High”, „De Cartier”, „La Vorbitor” și altele. Loredana Groza le propune băieților să scoată în colaborare un maxi-single. Mafia acceptă și produce „Lumea E A Mea”, piesa care are parte de primul videoclip profesionist făcut vreodată în România. „Lumea E A Mea” se vinde în 25.000 de exemplare, iar „De Cartier” în 125.000 de exemplare.

### 1999 - Concert la Sala Polivalentă
Pe 13 martie 1999, la Sala Polivalentă, are loc cel mai mare concert al trupei. Datorită amplorii pe care o luase „Fenomenul”, băieții au fost chemați la IGP pentru a da câte o declarație referitoare la materialul pe care îl aveau la vânzare. În iulie ’99 iese un nou maxi-single, „România”, care vorbește despre patriotism, despre condiția socială a românilor și despre modele demne de urmat cum ar fi: Hagi, Lăcătuș și Ghiță Mureșan. Leonard Doroftei le cere permisiunea de a intra în ring, la toate meciurile, pe această piesă, spunând că îl motivează. Deși era prevăzut să îi pregătească terenul, nicio piesă de pe „România” nu se regăsește pe albumul „După Blocuri” deoarece, zic ei, ”erau prea multe idei și nu au mai încăput”. 
Mafia concertează la penitenciarul Rahova la cererea mai multor deținuți. Albumul se lasă așteptat până pe data de 18 ianuarie 2000. Piesa care dă numele albumului, „După Blocuri”, este aleasă ca single. Se face videoclip pe peliculă, regizor fiind Bogdan Albu, iar operator Viorel Sergovici, ca și la cel cu Loredana, care este filmat însă în digital. Acesta este primul videoclip exclusiv al trupei. La piese colaborează M&G, Luchian, Nico, Puya și Roxana, iar la interludii Țeavă, Pleșa, Greu’ și Cătălin. Lui Juice i se spune de acum Tataee. Deși cel mai bine închegat din punct de vedere muzical, albumul este „închis și violent”. Versurile sunt mai simple, mai dure și mai directe decât pe albumul precedent. Alte piese foarte ascultate sunt: „Capu’ Sus”, „Anturaju’”, „La Greu”, „Cartieru’ Pantelimon”. Vânzările sunt și de această dată foarte bune, adică 90.000 de exemplare. Cum după ploaie vine întotdeauna soare, băieții ies în august 2000 cu o piesă deschisă, melodică, în colaborare pentru prima dată cu ViLLy pe care îl cunoșteau din ’97, de la Zalău. „Un 2 Și Trei De 0”, așa se numește piesa, este lansată pe maxi-single. Radiourile o difuzează, cluburile o introduc în program, iar videoclipul lui Tudor Giurgiu uimește pe toată lumea. Pe 17 octombrie 2000 apare albumul „Întotdeauna Pentru Totdeauna” care aduce prea mare succes și se vinde în peste 70.000 de exemplare. Colaboratori: M&G, Puya, Luchian, Maximillian, Pacha Man, ViLLy și Moni-K. Este prima oară când scot 3 materiale într-un singur an.
În 2001, B.U.G. câștigă premiul „Cel mai bun album rap”, cu „După Blocuri”, la Premiile Industriei Muzicale, dar și „Cea mai bună trupă rap” și „Cel mai bun videoclip”, cu „Un 2 și Trei De 0”, la Premiile Bravo. Tot în 2001 trupa realizează o nouă premieră, extrăgând pe maxi-single piesa „Poezie De Stradă” de pe albumul „Întotdeauna Pentru Totdeauna”, care era deja pe piață. Remix-ul acesteia are parte de un videoclip din nou foarte bun și devine în scurt timp hit. Produsul este cel mai bine vândut maxi-single al trupei (peste 50.000 de exemplare). Băieții pun pe picioare casa de producție „Casa” și îi semnează pe M&G, ViLLy, XXL&10Grei, Mahsat, Anturaj și Luchian.

### 2002 - B.U.G. Mafia Prezintă CASA
Compilația „B.U.G. Mafia Prezintă Casa” este lansată pe 20.02.2002, în clubul Dumars (cu intrare la ora 20:02) și se dorește a fi o prezentare a tuturor artiștilor semnați. În videoclipul piesei „Cine E Cu Noi” (piesa de promovare a compilației) apar Leonard Doroftei și Marius Lăcătuș, care sunt de fapt menționați și în versuri. Pe refrenul piesei își dă concursul Nico. Și această piesă devine hit. La Premiile Industriei Muzicale 2002 câștigă premiul „Cel mai bun proiect rap” cu „Poezie De Stradă”. Vânzările trupei B.U.G. Mafia urcă din nou, compilația vânzându-se în 100.000 de exemplare. 
Urmează o pauză discografică de aproape 2 ani, timp în care se pregătesc albume ale mai multor artiști de la Casă. În componența trupei B.U.G. apare al 4-lea membru, DJ Swamp. „Orice trupă de hip hop trebuie să aibă un dj”. 
Pe 1 decembrie 2003 apare videoclipul piesei „Românește”, iar pe 7 decembrie, același an, apare albumul „Băieții Buni”. Materialul este cel mai complex de până acum cuprinzând 15 piese, 5 interludii, intro și outro. Invitați sunt: ViLLy, M&G, XXL&10Grei, Mahsat, Mario (fost membru Anturaj, trupă care nu mai există), Luchian, Flocea, Brasco și Primo. Următorul videoclip este la piesa „O Lume Nebună, Nebună De Tot”. Alte piese remarcate sunt: „În Anii Ce Au Trecut”, „Gherila PTM”, „40 Kmh”, „Garda” și „Prin Cartieru’ Minunat”. Este al 2-lea album, incluzându-l pe primul („Mafia”), care nu are voce feminină pe niciun refren și totodată primul album al unei trupe de la Casa. 
Mafia este singurul nume cu 5 nominalizări la Premiile MTV 2004. Au reușit să plece acasă cu două dintre ele, „Cel mai bun album” și „Cel mai bun act hip hop”, și în acest sens fiind singurii. Vânzări: 100.000 de exemplare. În septembrie 2004, din partea MediaPro Pictures vine propunerea de a realiza piesa de generic a serialului polițist „Băieți Buni” pe care aceștia urmau să-l producă. Proiectul este acceptat și așa se naște piesa „Străzile”, care nu putea să poarte numele filmului deoarece Mafia avea deja albumul „Băieții Buni”. Lansarea filmului se tot amâna, iar băieții trebuie să aștepte și ei, în acest timp pregătind un maxi-single. 
Al 3-lea produs Casa iese pe piață pe 5 ianuarie 2005, acesta fiind albumul „Asalt Raggafonic” al trupei M&G. Proiectul beneficiază de două videoclipuri: unul în peliculă și unul în HD. În sfârșit serialul a pornit, B.U.G. Mafia a terminat maxi-single-ul „Străzile”, astfel că pe 12 mai 2005 este așteptat pe piață. Materialul cuprinde piesa originală, remixul acesteia, o altă piesă nouă, instrumentalele acestora și două piese bonus (remixuri la piese mai vechi) menite să introducă albumul aniversar. 

### 2006 - Viața Noastră
Apare primul volum din albumul aniversar „Viața noastră”. Conține 14 dintre cele mai cunoscute piese ale trupei și single-ul care dă numele albumului. Deși în mod normal, un album aniversar include hituri în forma lor inițială, totuși B.U.G. Mafia a hotărât să reînregistreze absolut toate piesele, deoarece până la un moment dat în România posibilitățile tehnice au fost destul de reduse. Toate vocile feminine au fost înlocuite, fiind preferată Adriana Vlad, selectată dintre câteva soliste. La acest album și-au mai adus aportul ViLLy și Cheloo. Părerea membrilor trupei este că toate piesele de pe album sună categoric mai bine, dar așteaptă și opinia fanilor. Înregistrările pentru acest album au început în 2004, fiind întrerupte pentru lansarea maxi-single-ului „Străzile”. La reluarea acestor înregistrări a început cu adevărat lucrul la albumul „Viața Noastră - vol. 1”.
Surpriza pentru fani o constituie ediția specială a acestui album, într-un ambalaj de lux, care va conține un bonus de patru videoclipuri („Viața noastră”, „Românește”, „Un 2 și trei de 0”, ”Poezie de stradă”).

### 2009 - Viața Noastră vol. 2
Este al doilea volum din albumul aniversar „Viața noastră”. Conține 14 dintre cele mai cunoscute piese ale trupei și o piesă nouă „Cu Tălpile Arse”.

### 2011 - Înapoi în viitor (LP)
Lansat exclusiv pe Internet pe site-ul oficial al trupei, acesta conține 14 piese și 8 skituri. Acest album se remarcă prin numărul mare de invitați, cu nume cunoscute în industrie (Loredana, ViLLy, Bodo, Luchian, Bogdan Dima) sau mai puțin cunoscute.

## Discografie

### Albume
| Anul               | Album                           | Casa de discuri                               |
| ------------------ | ------------------------------- | --------------------------------------------- |
| 20 septembrie 1995 | Mafia                           | Amma Sound (1995) / Pacific Records (1997)    |
| 8 iunie 1996       | Înc-o zi, înc-o poveste         | Cat Music / Media Services                    |
| 29 noiembrie 1996  | Născut și crescut în Pantelimon | Cat Music / Media Services                    |
| 10 noiembrie 1997  | IV: Deasupra tuturor            | Cat Music / Media Services                    |
| 20 septembrie 1998 | De cartier                      | Cat Music / Media Services                    |
| 18 ianuarie 2000   | După blocuri                    | Cat Music / Media Services                    |
| 17 octombrie 2000  | Întotdeauna pentru totdeauna    | Cat Music / Media Services                    |
| 20 februarie 2002  | B.U.G. Mafia prezintă CASA      | Casa Productions / Cat Music / Media Services |
| 7 decembrie 2003   | Băieții buni                    | Casa Productions / Cat Music / Media Services |
| 2 februarie 2006   | Viața noastră Volumul 1         | Casa Productions / Cat Music / Media Services |
| 11 august 2009     | Viața noastră Volumul 2         | Casa Productions / Cat Music / Media Services |
| 11 septembrie 2009 | Viața noastră Volumul 1 & 2     | Casa Productions / Cat Music / Media Services |
| 31 august 2011     | Înapoi în viitor                | Casa Productions                              |

### Maxi-Single-uri
| Anul            | Maxi-Single       | Casa de discuri                               |
| --------------- | ----------------- | --------------------------------------------- |
| 8 mai 1997      | Hoteluri          | Cat Music / Media Services                    |
| 19 aprilie 1998 | Pentru '98        | Cat Music / Media Services                    |
| decembrie 1998  | Lumea e a mea     | MediaPro Music                                |
| 4 iulie 1999    | România           | Cat Music / Media Services                    |
| 17 mai 2000     | Un 2 și trei de 0 | Cat Music / Media Services                    |
| 8 iunie 2001    | Poezie de stradă  | Cat Music / Media Services                    |
| 12 mai 2005     | Străzile          | Casa Productions / Cat Music / Media Services |

### Videoclipuri&Singleuri
| Anul | Titlul melodiei                | Artiști                              |
| ---- | ------------------------------ | ------------------------------------ |
| 1998 | „Lumea e a mea”                | Loredana Feat. B.U.G. Mafia          |
| 2000 | „După blocuri”                 | B.U.G. Mafia                         |
| 2000 | „Un 2 și trei de 0”            | B.U.G. Mafia Feat. ViLLy             |
| 2001 | „Poezie de stradă (Remix)”     | B.U.G. Mafia                         |
| 2002 | „Cine e cu noi”                | B.U.G. Mafia Feat. Nico              |
| 2003 | „Românește”                    | B.U.G. Mafia                         |
| 2004 | „O lume nebună, nebună de tot” | B.U.G. Mafia Feat. ViLLy             |
| 2005 | „Străzile”                     | B.U.G. Mafia Feat. Mario             |
| 2006 | „Viața noastră”                | B.U.G. Mafia Feat. Adriana Vlad      |
| 2006 | „Pantelimonu' petrece”         | B.U.G. Mafia Feat. Adriana Vlad      |
| 2009 | „Cu tălpile arse”              | B.U.G. Mafia Feat. Jasmine           |
| 2009 | „În anii ce au trecut”         | B.U.G. Mafia                         |
| 2010 | „Cât poți tu de tare”          | B.U.G. Mafia Feat. Bodo              |
| 2011 | „Fără cuvinte”                 | B.U.G. Mafia Feat. Loredana          |
| 2014 | „#MMDJ”                        | Gojira & Planet H Feat. B.U.G. Mafia |
| 2014 | „Să Cânte Trompetele”          | B.U.G. Mafia Feat. Feli              |
| 2016 | „Pe coastă”                    | B.U.G. Mafia Feat. Sergiu Ferat      |
| 2016 | „Ulei și apă”                  | B.U.G. Mafia Feat. Lalla & So        |
| 2017 | „Bani, bani, bani”             | B.U.G. Mafia Feat. Michel Kotcha     |
| 2018 | „Schimbu'3”                    | B.U.G. Mafia                         |
| 2018 | „Nu de ieri,de azi”            | B.U.G. Mafia                         |
| 2018 | „Se ridica în aer”             | B.U.G. Mafia Feat. Super ED          |
| 2018 | „Cad lanțuri”                  | B.U.G Mafia                          |
| 2020 | „8 Zile din 7''                | B.U.G Mafia Feat. Ami                |
| 2024 | „Am zis ceva''                 | B.U.G Mafia Feat. Lexi Cali          |
| 2024 | „Au!"                          | B.U.G Mafia Feat. Moza Kaliza        |

### Caddillac
- 1998: La Familia - Nu Mă Cunoști (feat. Uzzi & Caddillac)
- 1999: La Familia - Nimic De Pierdut (feat. Caddillac)
- 2002: Îngeri Pierduți (feat. Grasu XXL & Mario)
- 2012: Jerry Co - Ieși Afară (feat. Caddillac)
- 2020: Tzigoiners - Everest feat. Caddillac
- 2021: AlbertNBN - Sânge Peste Tot (feat. Caddillac)
- 2022: OG Eastbull - Trening Negru (feat. Caddillac & Tata Vlad)
- 2022: Petre Ștefan - Aripi de Fier (feat. Caddillac)

### Tata Vlad
● 1996:Klansmen - Cosmar (feat. Mr juice)
- 1998: La Familia - Băieți De Cartier (Remix) (feat. Tata Vlad & Marijuana)
- 1999: La Familia - La Început A Fost (feat. Tata Vlad)
- 2004: Bitză - Următorul Pas (feat. Tata Vlad)
- 2004: M&G - Asalt Raggafonic (feat. Tata Vlad)
- 2005: Cristina Spătar - Fără Egal (feat. Tata Vlad)
- 2005: Tu Îmi Spui (feat. Cristina Spătar)
- 2007: Adriana Rusu - Noi Doi (feat. Tata Vlad)
- 2008: Jerry Co - Orice E Posibil (feat. Tata Vlad)
- 2009: Jerry Co - Stai! (Ești Pericol) (feat. Tata Vlad & Simona Nae)
- 2012: Jerry Co - Oriunde Oricând (feat. Tata Vlad & Mario V)
- 2021: Ami - Engima (feat. Tata Vlad)
- 2021: Bitză - Mama Spunea (feat. Tata Vlad)
- 2022: Holy Molly - Plouă (feat. Tata Vlad)
- 2022: OG Eastbull - Mamma Mi (feat. Nane & Tata Vlad)
- 2022: OG Eastbull - Trening Negru (feat. Caddillac & Tata Vlad)
- 2023: Nicole Cherry - Nu mai consum (feat. Tata Vlad)

### Uzzi
- 1996: Klansmen - Drog (feat. Uzzi)
- 1998: La Familia - Nu Mă Cunoști (feat. Uzzi & Caddillac)
- 1999: La Familia - Vorbe (feat. Uzzi)
- 2004: Ombladon - Noi Vs Ei (feat. Uzzi)
- 2006: Grasu XXL - Phen So Khames (feat. Uzzi & Villy)
- 2007: Smiley - În Lipsa Mea (feat. Uzzi)
- 2016: Ruby - Nu Caut Iubirii (feat. Uzzi)
- 2022: Mira - 16 Ani (feat. Uzzi)
- 2022: Nane - TuTuTu (feat. Uzzi)